# ジェルトシン・テヘダ
ジェルトシン・イグナシオ・テヘダ・バルベルデ（Yeltsin Ignacio Tejeda Valverde、1992年3月17日 - ）は、コスタリカ・リモン出身のプロサッカー選手。コスタリカ代表。CSエレディアーノ所属。ポジションは、ミッドフィールダー。
名の「ジェルトシン」は、「イエルティン」「エリツィン」とも表記され、ボリス・エリツィン元ロシア連邦大統領に由来する。

## 経歴

### クラブ
デポルティーボ・サプリサでキャリアをスタート。2013-14シーズン後半からはキャプテンマークを巻いた。
2014年8月、エヴィアン・トノン・ガイヤールFCに移籍。2014年9月のジロンダン・ボルドー戦で加入後初ゴール。

### 代表
育成年代からコスタリカ代表に選出されており、2009 FIFA U-17ワールドカップおよび2011 FIFA U-20ワールドカップに参加した。
2011年11月にハバナで開催されたキューバとのフレンドリーマッチでA代表初キャップ。

## 代表歴

### 出場大会
- コスタリカ代表
  - 2014 FIFAワールドカップ
  - 2018 FIFAワールドカップ
  - 2022 FIFAワールドカップ

### 試合数
- 国際Aマッチ 79試合 1得点（2011年-）[5]

| コスタリカ代表 | 国際Aマッチ | 国際Aマッチ |
| 年             | 出場        | 得点        |
| -------------- | ----------- | ----------- |
| 2011           | 2           | 0           |
| 2012           | 6           | 0           |
| 2013           | 10          | 0           |
| 2014           | 12          | 0           |
| 2015           | 4           | 0           |
| 2016           | 5           | 0           |
| 2017           | 7           | 0           |
| 2018           | 6           | 0           |
| 2019           | 0           | 0           |
| 2020           | 3           | 0           |
| 2021           | 10          | 0           |
| 2022           | 11          | 1           |
| 2023           | 3           | 0           |
| 通算           | 79          | 1           |